# Politický systém Francie

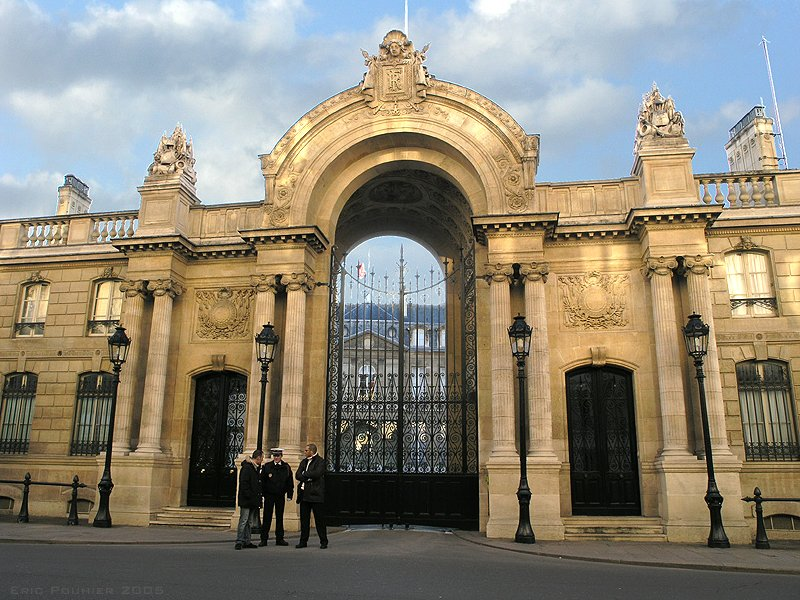
Elysejský palác, sídlo francouzského prezidenta

Současný politický systém Francie je určen ústavou Páté republiky z roku 1958. Podle článku 1 ústavy ze 4. října 1958 je Francie nedělitelná, laicistická, demokratická a sociální republika.

## Politické instituce

### Exekutiva
Politický systém Francie je založený na exekutivě, v níž jsou pravomoci rozděleny mezi vládu a prezidenta.
Francie je příkladem silného poloprezidentského politického systému.

#### Prezident
Prezident republiky je hlava státu a je volen lidem na 5 let (quinquennat, od roku 2002, před tím na 7 let, septennat). Jmenuje předsedu vlády a na jeho návrh vládu. Je předseda Rady ministrů a dalších důležitých institucí a vrchní velitel ozbrojených sil. Z moci tohoto úřadu může rozhodnout o nasazení nukleárních zbraní (force de frappe). Francouzský prezident má rovněž právo svolat referendum a jednou za rok rozpustit Národní shromáždění.
V případě výjimečného stavu mu přísluší rozsáhlé pravomoce, díky nimž může rozhodovat téměř neomezeně, nemá však v tomto období právo rozpustit Národní shromáždění, které je automaticky svoláno ihned po zavedení výjimečného stavu.

##### Zajímavost
Francouzská hlava státu je také monarchou (diarchou) Andorry.

#### Vláda
Vláda (cabinet, gouvernement) je přímo odpovědna parlamentu v otázkách správy a armády. Hlava vlády je její předseda. Premiér vede vládu, je zodpovědný za obranu země a provádění zákonů. Po srozumění s prezidentem jmenuje vrchní úředníky civilních i vojenských úřadů.

#### Spolupráce s parlamentem
Ve Francii má exekutiva vůči legislativě poměrně mnoho práv. Vláda totiž určuje body jednání parlamentu a všechny oblasti, v kterých má parlament zákonodárnou moc, jsou přímo dané ústavou a ve všech ostatních rozhoduje vláda neomezeně.
Vládu jmenuje prezident, ale parlament ji může svrhnout absolutní většinou hlasů, premiér bývá proto vždy jmenován jen z řad parlamentní většiny. Pokud se stane, že premiér a prezident patří do rozdílných politických táborů, nastává paradoxní situace zvaná kohabitace (Cohabitation). V historie páté republiky nastala kohabitace celkem třikrát: v letech 1986–1988 (gaullisté vyhráli parlamentní volby a socialistický prezident Mitterrand musel jmenovat premiérem Chiraca), v letech 1993–1995 (gaullisté opět získali většinu v legislatuře, Mitterrand však odmítl znovu jmenovat Chiraca a vybral jeho spolustraníka Édouarda Balladura) a v letech 1997–2002 (parlamentní volby vyhráli socialisté a prezident Chirac byl nucen jmenovat premiérem Lionela Jospina). Jednotlivé kohabitace se od sebe výrazně lišily – první a třetí se nesly v duchu rivality prezidenta a premiéra. Prezident si i v případě, že musí trpět opoziční vládu, vyhrazuje dominanci v zahraniční a obranné politice – například premiér Chirac se ale v letech 1986 až 1988 snažil zasahovat i do této Mitterrandovy domény. Kohabitace Mitterrand-Balladur se nesla v mnohem klidnějším duchu, přičemž jednoznačnou kontrolu měl Mitterrand, jenž sice jmenoval do vlády gaullisty a centristy, ale vybral ty z protichiracovského křídla. Třetí kohabitace (1997–2002) způsobená špatně načasovanými předčasnými volbami, kterými si prezident Chirac chtěl zajistit parlamentní většinu až do konce volebního období, se nesla v pravděpodobně nejkonfliktnějším duchu. Sám Chirac ji označil za politickou paralýzu. Tato poslední kohabitace vedla k ústavní změně (schválené roku 2000 v referendu), která zkrátila prezidentský mandát na pět let a synchronizovala prezidentské a parlamentní volby (parlamentní se zpravidla konají pár týdnů po prezidentských). Tím se možnost kohabitace výrazně snížila.

### Legislativa
Ve Francii přísluší zákonodárství parlamentu, který se od roku 1875 skládá ze dvou komor:
- dolní komora – Národní shromáždění (Assemblée nationale), s 577 poslanci volenými na dobu 5 let (z nichž 22 poslanců je ze zámořských území tzv.kolonií), a
- horní komora – Senát (Sénat), s 348 senátory, kteří jsou voleni nepřímo prostřednictvím sboru volitelů na dobu 6 let. Volby do senátu probíhají každé 3 roky, kdy je volena vždy polovina senátorů.

Parlament kontroluje vládu a vypracovává a schvaluje zákony. Obě komory nejsou rovnocenné, při nejednotě rozhoduje Národní shromáždění. U sporných zákonů se může stát, že si je obě komory navzájem vracejí neschváleny (navette).

### Judikativa
Hlavní úloha soudnictví je ve Francii definována v ústavě. Podle článku 66 je justice „strážkyní osobní svobody“. Ve francouzském právu se rozlišují dvě základní větve:
- správní právo (veřejné právo) pro spory mezi občany a státními úřady
- běžné právo (občanské právo a trestní právo) pro spory mezi občany.

Trestné činy jsou souzeny podle typu závažnosti třemi různými instancemi:
- Tribunal de police – přestupky
- Tribunal correctionnel – provinění, přečiny
- Cour d'assises – zločiny

## Politické strany
Extrémní levice
- Ligue communiste révolutionnaire (LCR – Komunistická revoluční liga)
- Lutte ouvrière (LO)
- Parti des travailleurs

Levice
- Parti communiste français (PCF – Komunistická strana Francie)
- Parti radical de gauche (PRG)
- Parti socialiste français (PS – Socialistická strana)
- Les Verts (Zelení)
- Génération ecologie
- Mouvement écologiste indépendant

Střed
- Union pour la démocratie française (UDF – Unie pro francouzskou demokracii)

Pravice
- Union pour un mouvement populaire (UMP – Unie pro lidové hnutí), následník Rassemblement pour la République, RPR
  - Démocratie libérale, spojen s UMP
- Rassemblement pour la France (RPF)

Konzervativní pravice
- Mouvement pour la France (MPF – Hnutí pro Francii)
- Front national (FN – Národní fronta)

## Politická kultura
Ve Francii je politická kultura značně ovlivněna rozšířenou tendencí ke spontánnímu protestu.